# Scorborough
Scorborough är en by i civil parish Leconfield, i distriktet East Riding of Yorkshire, i grevskapet East Riding of Yorkshire, i England. Byn är belägen 6 km från Beverley. Scorborough var en civil parish fram till 1935 när blev den en del av Leconfield. Civil parish hade 85 invånare år 1931. Byn nämndes i Domedagsboken (Domesday Book) år 1086, och kallades då Scogerbud.